# Sepulcros reales del monasterio de Poblet
Los sepulcros reales del monasterio de Poblet (Tarragona, España) construidos en el siglo XIV y ubicados en el crucero de la iglesia del monasterio, constituyeron el grupo escultórico funerario más importante y rico de cuantos fueron elaborados en la Cataluña gótica. El conjunto llegó a conocerse como Capilla Real, un panteón de reyes creado por iniciativa de Pedro IV de Aragón (r. 1336-1387), en un alarde arquitectónico ingenioso y original que llegó a cobijar, sobre las arcadas, seis tumbas de los reyes de la Corona de Aragón acompañados de seis de sus esposas. Además, fuera de las arcadas se sitúan las tumbas de dos reyes más, así como la de otros príncipes y personas reales.

## Los orígenes
En 1194, el rey Alfonso II el Casto ya demostró en su testamento firmado en Perpiñán la voluntad de ser enterrado en Poblet y el deseo de que este monasterio fuera el futuro panteón de reyes. Pero fue Pedro el Ceremonioso quien llevó a buen término la obra del fastuoso conjunto sepulcral, encargando los trabajos al artista escultor maestro Aloi (o Eloy).

## Evolución
En 1359 el rey Pedro IV de Aragón se puso en contacto con el arquitecto Aloi de Montbrai que trabajaba en Barcelona, para que se hiciera cargo de la obra. La idea original fue la de hacer en el crucero cuatro sepulcros con paso intermedio, pero hubo que desistir por no encontrar suficiente espacio. En 1370 surgió la idea de construir unos arcos escarzanos lo suficientemente amplios como para dar paso a los monjes y que pudieran transitar libremente por el crucero. Sobre esos arcos se montaron seis sepulcros reales, tres a cada lado. Las estatuas yacentes se hicieron de alabastro policromado.
Después, en 1382, el abad Guillén de Agulló encargó al carpintero de Vimbodí Bernardo Teixidor los doseles de madera (con pináculos y hastiales calados) que el maestro imaginero de Lérida, Jaime Cascalls se había encargado de proyectar. Terminados los doseles, fueron policromados y dorados y las bovedillas interiores se pintaron de azul con estrellas de oro y se colocaron sobre las losas sepulcrales labradas, a modo de tejadillo lujoso. El conjunto fue conocido como Capilla Real y al principio tuvo sólo tres enterramientos:
- Alfonso II (el Casto) (1196)
- Jaime I (el Conquistador) (1276)
- Pedro IV (el Ceremonioso) (1387), con sus tres esposas: María de Navarra, Leonor de Portugal y Leonor de Sicilia.[3]

Más tarde se fueron añadiendo los enterramientos de
- Juan I (el Cazador) (1396) con sus dos esposas Marta de Armagnac y Violante de Bar.
- Fernando I (de Antequera) (1416)[a] y su mujer Leonor.
- Juan II (el grande) (1479) y su segunda mujer Juana Enríquez[b]

En total debieron estar bajo los doseletes de madera, 16 yacentes, tal y como lo describe el padre Jaime Finestres y de Monsalvo en su Historia del Real Monasterio de Poblet en el siglo XVIII. 

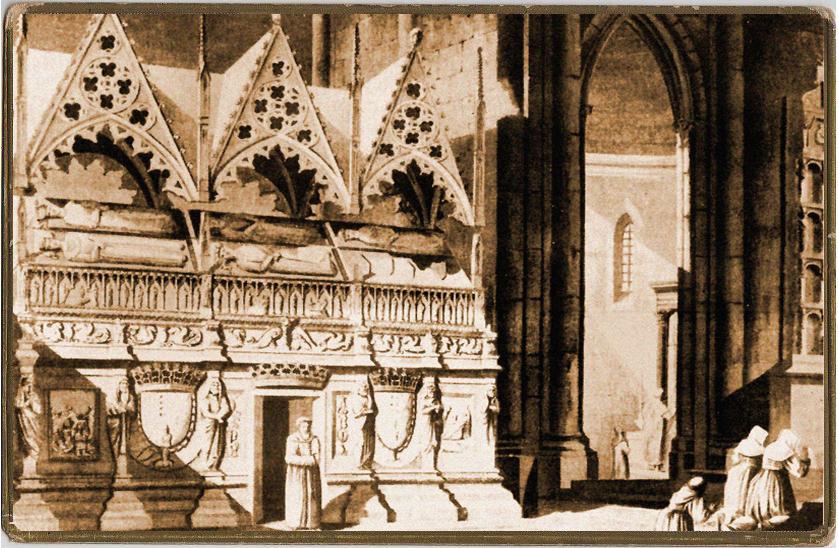
Los sepulcros con los doseletes y la base de piedra. Grabado de Alexandre de Laborde, 1806.

Se conoce el aspecto de aquella estructura gracias al grabado que se conserva del viajero y escritor del siglo XIX, Alexandre de Laborde, incluido en su obra Voyage pittoresque et historique de l’Espagne, París 1806-1820. En este grabado aparece, además, la innovación que se hizo en el siglo XVII cuando en 1660 Juan Francisco Grau añadió una base en que estaban esculpidos, escudos y relieves y donde se abrió una puerta de acceso al interior. Es decir se cerró el espacio libre de los arcos escarzanos. Esta variante fue necesaria porque se habían acumulado bajo los arcos escarzanos diversos ataúdes con los restos de algunos infantes de la Casa Real. Eran simples cajas de madera forradas de terciopelo que en los días de solemnidad se cubrían con tapices especiales para que no estuvieran tan a la vista. Se colocaban allí como recurso y a la espera de encontrar un lugar apropiado y un sepulcro digno. Allí estaban depositados Martín el Humano, cuyo sepulcro estaba sin concluir, Carlos Príncipe de Viana y los duques de Segorbe y Cardona.

## Los artistas y su obra
El rey Pedro IV ejerció una gran influencia en cuanto a la elección del estilo artístico, las novedades del momento y los propios artistas. Conocía y había visto el taller del escultor Jaume Cascalls; allí se fijó especialmente en un relieve funerario que estaba decorado con plañideras cuyo fondo estaba adornado con vitrificado. Este fondo vitrificado de color azul y nielado en oro fue el que eligió el rey para su propio sepulcro, incluso para el resto. Y así fue hecho pero de esta ornamentación no quedó nada después de las destrucciones del siglo XIX; incluso la historiografía lo ignoró por desconocido hasta que más tarde se descubrió un documento descriptivo escrito en el siglo XVIII:

...las estatuas son también de alabastro y entre las imágenes y estatuas assentó el artífice diferentes vidrios azules y dorados... [se hicieron] dos grandes cobertizos de madera [...] pintados de oro y variedad de cobres [...] velos pintados de azul y sembrados de estrellas de oro...

Los artistas que en época de Pedro IV trabajaron en los sepulcros fueron al principio de origen francés: Aloi de Montbrai y Pere de Guines. A continuación tomó la dirección de la obra Jaume Cascalls con gente de su taller. A la muerte de este escultor y por esta misma circunstancia su esclavo griego Jordi de Déu recuperó la libertad y fue su sucesor en la dirección del proyecto. Intervinieron otros maestros como Esteve de Burgos, el carpintero Bernat Teixidor autor en 1380 de los baldaquines y ejecutor junto con sus compañeros de los arcos escarzanos que incluyen toda la anchura del crucero dejando paso libre por debajo para el transitar de los frailes. Por encima de estos arcos se fueron colocando los sepulcros. Se incorporaron sobre ellos estatuas yacentes con vestimentas y símbolos que representaban tanto la dignidad real como la pertenencia a la orden cisterciense pues desde muy antiguo existía la costumbre de demostrar en la propia efigie del difunto su participación en los beneficios espirituales de la orden religiosa que les había acogido. A Pedro IV se le representó con los ropajes con que fue amortajado que eran los mismos que llevó puestos el día de su coronación. Martha de Armanyac llevaba entre sus manos y no sobre la cabeza la corona de reina pues murió en 1378 antes, de que su esposo Juan I de Aragón fuera designado rey en 1387.

## Destrucción y vicisitudes
El arquitecto Elías Rogent realizó varios viajes a Poblet en 1845, en los que fue tomando notas en un manuscrito que se conserva. Según estas anotaciones, en dicho año los sepulcros reales estaban aun en sus pedestales, aunque abiertos y mutilados. La depredación y saqueo en busca de tesoros había comenzado diez años antes, en 1835, tras el definitivo abandono de los monjes como consecuencia de la desamortización; los restos mortales de los reyes fueron sacados de sus tumbas y esparcidos por el suelo de la iglesia.
Dos años después, en 1837, el rector de la iglesia de Espluga de Francolí, Antonio Serret, recogió estos restos esparcidos y los amontonó bajo la escalera que sube al coro de la parroquia de su pueblo. Este hecho llegó a oídos de la corte de Madrid y alertó a los encargados del Patrimonio. La reina gobernadora María Cristina emitió una Real Orden el 3 de mayo de 1840 pidiendo que:

«... no sólo se le informe circunstancialmente acerca del estado en que se halla el panteón de Poblet, sino que todos los jefes políticos remitan a este Ministerio noticias de los templos de sus respectivas provincias en que existan sepulcros que por serlo de reyes o personajes célebres, o por la belleza y mérito de su construcción, merezcan conservarse cuidadosamente »

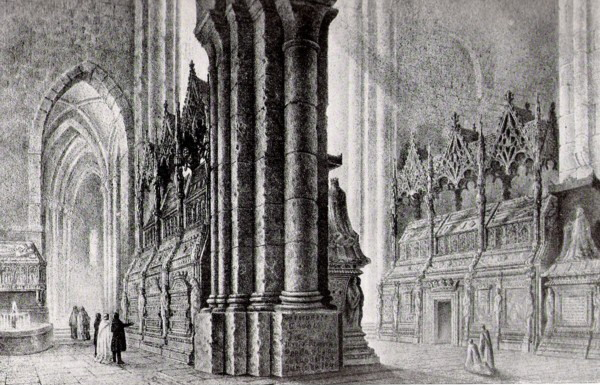
Sepulcros reales de Poblet en 1839, litografía de Francisco Javier Parcerisa para el libro Recuerdos y bellezas de España.

A pesar de eso, nada se hizo a favor de los restos de Espluga. En 1856, Pedro Gil y Serra (hijo de Pedro Gil y Babot ), que era comprador de fincas desamortizadas de Poblet, al enterarse del estado en que se hallaban los restos reales, costeó unos ataúdes de madera, donde fueron provisionalmente depositados y los envió a Tarragona para ser custodiados por la catedral. Los restos de Jaime I estuvieron expuestos al público durante algún tiempo, en la capilla Corpore Christi del claustro. Cuando la ciudad de Valencia tuvo noticia de este suceso reclamó para sí los restos de este rey a lo que Tarragona respondió con la promesa de hacer en el plazo de dos años un monumento funerario digno de los reyes de Aragón. La idea era aprovechar para tal proyecto la arquitectura y escultura que quedara todavía en el Poblet abandonado.
Se organizó a tal efecto un equipo formado por el arqueólogo Buenaventura Hernández Sanahuja (1810-1891), el escultor Bernardo Verderol con su ayudante José Jiménez, más un albañil con cuatro peones y un cantero. El trabajo que realizaron no fue muy profesional, arrancando y apalancando los elementos arquitectónicos y escultóricos, para a continuación llevarlos a un carro que los transportaría a Tarragona sin previa colocación ni protección, con lo que llegaron en estado de casi total destrucción. A la vista de los resultados, estos elementos se guardaron en los sótanos del Ayuntamiento de Tarragona. Después de la muerte del arqueólogo Sanahuja nadie se volvió a acordar de aquel depósito hasta que en 1894 y con motivo de unas obras para convertir aquel lugar en escuela se encontraron estos restos que inmediatamente se trasladaron al museo que tenía establecido el propio Ayuntamiento. Más tarde, ya entrado el siglo XX viajaron de nuevo todas estas piezas que fueron depositadas en el Museo Arqueológico Nacional de Tarragona, en una sala destinada a objetos medievales.
En el año 1930 se creó el Patronato de Poblet para ayudar a recuperar las viejas piedras y obras de arte que aun quedaran. También se creó una Hermandad de Amigos del Monasterio. Poco a poco se fueron recuperando espacios del monasterio y en 1940 ya pudo restaurarse la vida monástica.
En 1942, el Ministerio de Educación se hizo cargo de la restauración de los sepulcros reales. El proyecto era volver a emplazar los arcos escarzanos y los sarcófagos tal y como se sabía que habían existido. El arquitecto provincial responsable de la obra fue Monravá y el escultor responsable de restituir la escultura fue Federico Marés que hizo una obra insólita trabajando con los 500 fragmentos informes de alabastro que pudo reunir, procedentes de la obra original. Aun siendo tantos los fragmentos, representaban tan solo el dos por ciento de lo perdido. Marés utilizó para la restauración el alabastro procedente de Beuda en Gerona, la misma cantera que había abastecido a los artistas del siglo XIV. Durante diez años estuvo trabajando en este rompecabezas, con gran paciencia y profesionalidad.
Terminado el trabajo con éxito, la Administración quiso celebrarlo organizando tres exposiciones en Madrid, Zaragoza y Barcelona. El traslado de las esculturas recién restauradas se hizo en camión descubierto. En uno de los viajes cayó una tromba de agua que ocasionó graves daños. De nuevo tuvo que intervenir el escultor Marés reparando aquellos desperfectos. Finalmente, en 1952, se inauguró en Poblet la obra de los sepulcros.

## Ubicación de los sepulcros
Los sepulcros están distribuidos en el siguiente orden:
Lado del Evangelio:
- Jaime I (muerto en 1276)
- Pedro IV el Ceremonioso (muerto en 1387) con sus tres esposas: María de Navarra, Leonor de Portugal y Leonor de Sicilia
- Fernando I de Antequera (1416) y su mujer Leonor de Alburquerque

Lado de la Epístola:
- Alfonso II el Casto (1196)
- Juan I (1396), con sus dos esposas Marta de Armagnac y Violante de Bar
- Juan II (1479) y su segunda mujer Juana Enríquez

Fuera de los arcos, en sepulcros independientes, se encuentran los restos de:
- Martín I el Humano (1410)[12]
- Alfonso V el Magnánimo (1458).